# Новый Мир (Криворожский район)
Новый Мир (укр. Новий Мир) — село, расположенное в Даниловском сельском совете Криворожского района Днепропетровской области Украины.
Код КОАТУУ — 1221882906. Население по переписи 2001 года составляло 222 человека.

## Географическое положение
Село Новый Мир находится в 2 км от правого берега реки Боковенька, на расстоянии в 1 км от сёл Гейковка и Червоный Ранок, в 1,5 км от села Кудашевка.
По селу протекает пересыхающий ручей с запрудой. Рядом проходит железная дорога, станция Гейковка в 2 км.